# Лидское гетто
Ли́дское гетто (лето 1941 — 18 сентября 1943) — еврейские гетто, место принудительного переселения евреев Лиды и близлежащих населённых пунктов в процессе преследования и уничтожения евреев во время оккупации территории Белоруссии войсками нацистской Германии в период Второй мировой войны.

## Оккупация Лиды и создание гетто
В первой половине XX века в Лиде евреи составляли 38 % населения города. Перед войной в Лиде проживало 5419 евреев, а к началу оккупации число евреев выросло до 8500 человек за счет беженцев из Польши. Город был захвачен частями вермахта 27 июня 1941 года, и оккупация продлилась 3 года — до 9 (8) июля 1944 года.
Уже в первые месяцы после оккупации немцы создали в городе гетто. Гетто в Лиде стало одним из самых крупных на оккупированных территориях СССР — наряду с гетто Вильнюса, Каунаса, Риги, Минска и Шауляя.
Территория Лидского гетто занимала целый городской квартал — от железнодорожных путей на Молодечно на севере до ныне не существующей улицы Постовской на юге; и от реки Лидея на востоке до нынешней улицы Советской на западе. Евреев свозили и сгоняли со всего Лидского района — из Берёзовки, Белицы, Селец и других местечек.
Юденрат из 14 человек заставили возглавить учителя еврейской средней школы Калмана Лихтмана.

## Уничтожение гетто
Расстрелы евреев начались с первых дней немецкой оккупации. Немцы очень серьёзно относились к возможности еврейского сопротивления, и поэтому в первую очередь убивали в гетто или ещё до его создания евреев-мужчин в возрасте от 15 до 50 лет — несмотря на экономическую нецелесообразность, так как это были самые трудоспособные узники. Из этих соображений были отобраны и 3 и 8-го июля 1941 года расстреляны 275 евреев — представителей интеллигенции и психически больных. В первые месяцы казнили только в городской тюрьме и ночью, чтобы избежать свидетелей. Позднее, когда масштабы репрессий выросли, убийства перенесли на бывший советский полигон около Лиды.
Ещё одно из массовых убийств было организовано в марте 1942 года, когда 50 евреев были убиты во дворе тюрьмы, а 200 — в своих домах в гетто. Также были убиты все члены юденрата, и его состав полностью сменился.
23 апреля 1942 года. Из показаний свидетелей: 

…Было пять тысяч евреев. Приказали им рыть траншеи. Женщины должны были вырыть глубокий дол, а затем в него гитлеровцы вбрасывали маленьких детей. Матери сопротивлялись, кусались, когда у них отнимали младенцев. Пытались броситься вслед за ними в яму. Но немцы не допустили туда ни одну из матерей. Нашим ребятам (полицаям) приказали забросать этих детей гранатами… Взрослым приказали раздеться донага, сложить одежду, а затем в этих людей наши хлопцы (полицаи) стреляли. Тех, кто был убит или ранен, бросали в яму и засыпали известью. Немцы подходили к полицаям, которые стреляли, клали им руки на сердце и, если кто-то был спокоен, хвалили, а если у кого-то сердце билось сильно, был взволнован — получал от них пулю в лоб. Так стреляли до вечера, затем траншеи засыпали землей…— А. Ф. Кулеш. Так убивали людей
2 мая 1942 года после пыток, сопровождавшихся переломами конечностей, были расстреляны 9 известных лидских евреев.

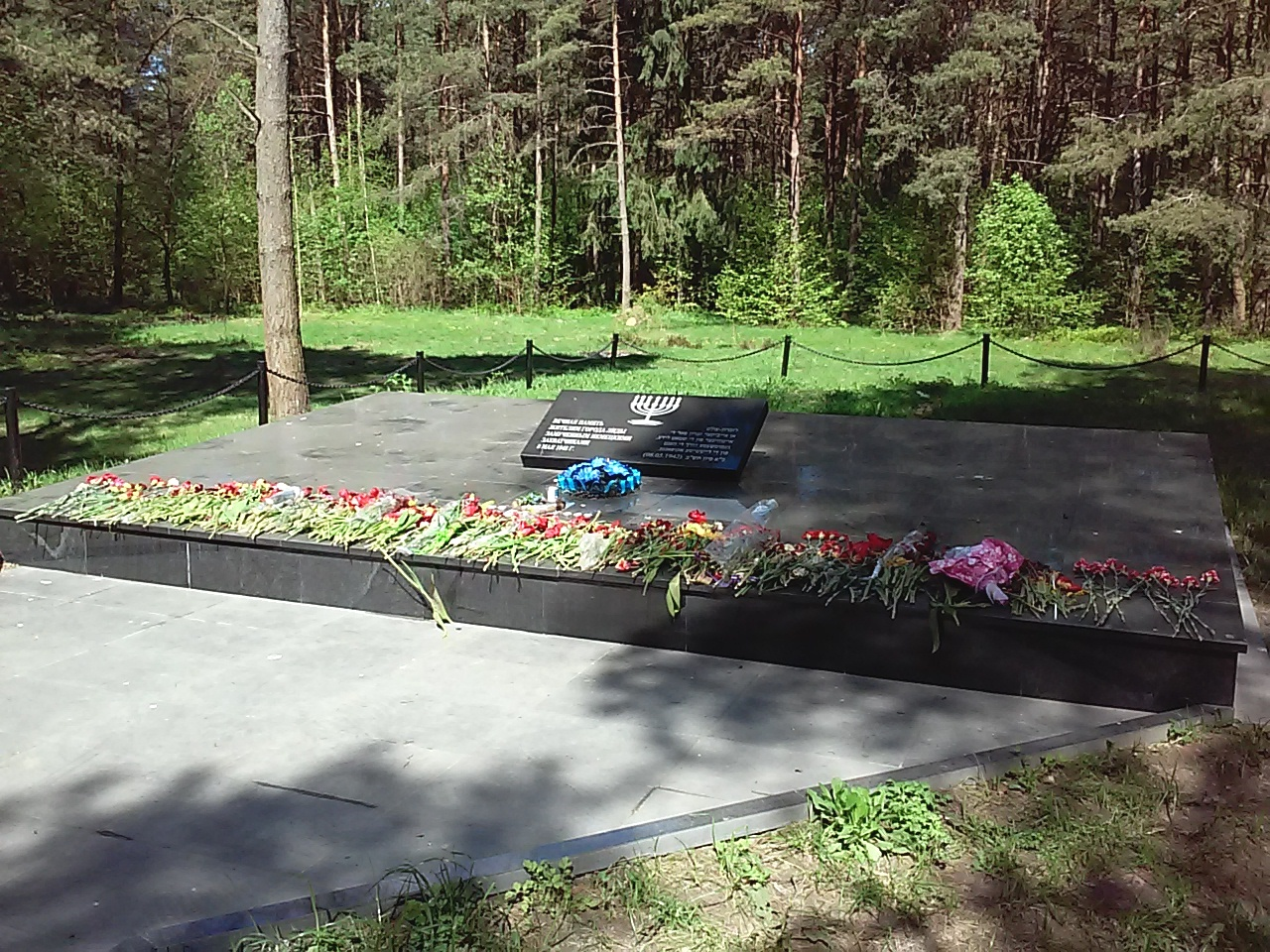
Братская могила (известная как «детская могила») на месте убийства евреев Лиды 8 мая 1942 года

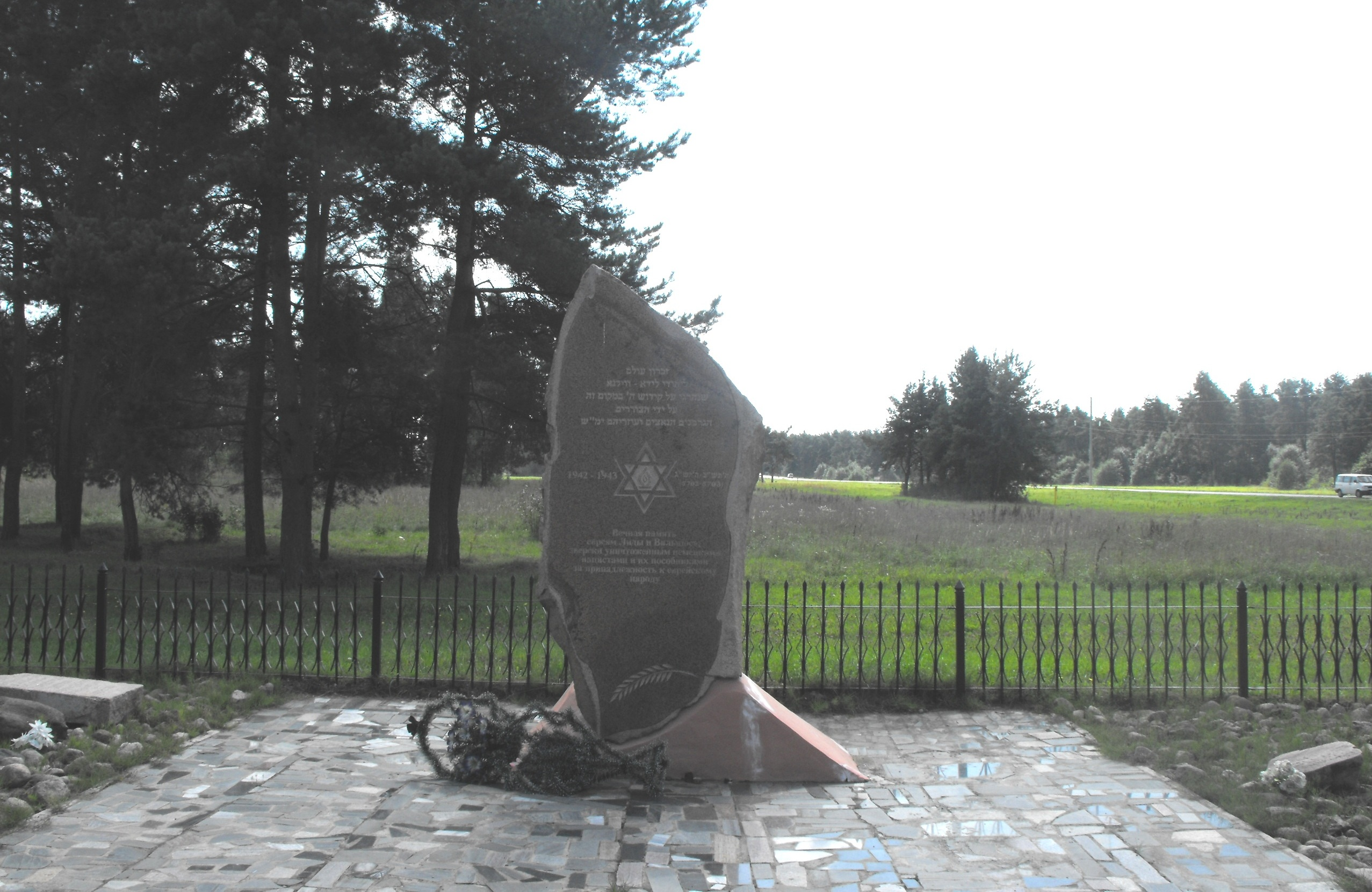
Мемориальный комплекс на одном из мест убийства евреев Лидского гетто

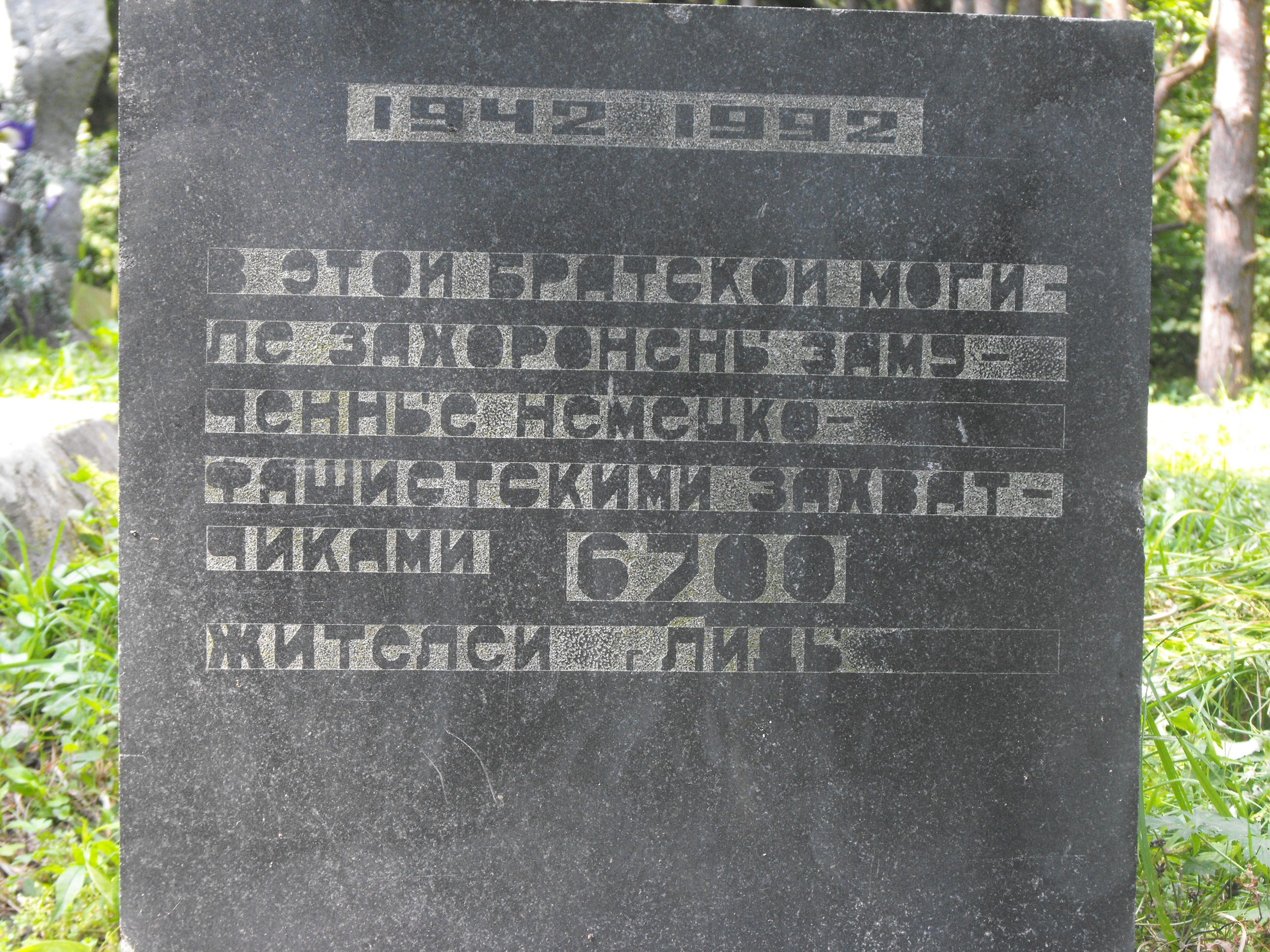
Памятная доска у мемориала на месте массовых убийств евреев Лиды

Через неделю, 8 мая 1942 года, в Лиде было организовано самое массовое убийство евреев, которое немцы предпочитали называть эвфемизмом «акция».
По показаниям свидетелей, вечером 7 мая гетто окружили полицаи и жандармы, а утром 8 мая узников вывели на площадь возле казарм. Гебитскомиссар и его помощник проводили «селекцию», отделяя обречённых на смерть женщин, стариков, больных и детей от временно оставляемых в живых специалистов и ремесленников. Больных и стариков, которые не могли сами передвигаться, убили сразу — в домах и на улицах гетто. По дороге к лесу, к месту убийства, евреев избивали, а отстающих расстреливали.
Местами массовых расстрелов стали поле и лес в трёх километрах от города. Нацисты и коллаборационисты расстреливали лидских евреев из пулеметов и автоматов в трёх больших ямах, предварительно заставив жертв раздеться. Первыми убивали детей — отнимали их у матерей, кидали в ямы, и бросали гранаты. Часть детей оккупанты и их пособники подбрасывали вверх и ловили на штыки. Захоронения в старых окопах на месте бывшего советского полигона и в огромной воронке от взрыва порохового склада заняли площадь 6 гектаров.
Всего 8 мая 1942 года в Лиде было расстреляно 5670 (6700) узников гетто.
2 (3) июля (3 июня) 1942 года в ямах пороховых погребов были убиты ещё 155 евреев — представителей интеллигенции.
3000 из оставшихся узников гетто осенью 1942 года вывезли в лагерь смерти Майданек в Польшу. Вместо расстрелянных в гетто перевезли 800 евреев из Вороново и других деревень. Всех их и оставшихся в живых евреев Лиды разместили в 121 доме на территории гетто, чтобы вскоре тоже убить.
Более 2000 евреев из Лиды вывезли и убили весной 1943 года возле деревни Боры (Борки) к северо-западу от города.
Окончательно гетто Лиды было ликвидировано 18 сентября (в ноябре) 1943 года, часть его узников также выслали в концлагерь Собибор.

## Сопротивление в гетто
Уже с 1941 года в гетто Лиды пробирались братья Бельские, призывая узников бежать, чтобы сражаться с фашистами. Большая группа узников, сумевшая с их помощью весной и летом 1943 года вырваться из гетто, вошла в их партизанский отряд. Один из братьев, Тувья Бельский, сказал им:

«Друзья, это один из самых счастливых дней в моей жизни. Вот ради таких моментов я и живу — посмотрите, сколько людей сумели выбраться из гетто! Я ничего не могу вам гарантировать. Мы пытаемся выжить, но мы все можем погибнуть. И мы будем стараться сохранить как можно больше жизней. Мы принимаем всех и никому не отказываем, ни старикам, ни детям, ни женщинам. Нас подстерегает множество опасностей, но если нам суждено будет умереть, мы, по крайней мере, умрем как люди».— И. Куксин. Братья Бельские
Во время расстрела 23 апреля 1942 года группа молодых евреев закричала: «Ура! Ура!» и несколько человек побежали в лес. Немцы бросились в погоню, но никого поймать не смогли — спаслось около 20 человек

## Случаи спасения и «Праведники народов мира»
В Лиде 5 человек были удостоены почетного звания «Праведник народов мира» от израильского мемориального института «Яд Вашем» «в знак глубочайшей признательности за помощь, оказанную еврейскому народу в годы Второй мировой войны»:
- Пастернак Петр и Стефания — за спасение Молчадского Вольфа и Рубинович Сары[28];
- Дойлитко Ян, Стах и Спивак (Дойлитко) Леокадия — за спасение Басист Хаима[29].

## Память
Комиссия содействия ЧГК СССР по Лиде и Лидскому району в 1944 году не смогла назвать точное количество убитых и замученных. В её отчете говорилось, что каждая жертва, попавшая в «лапы фашистских захватчиков, проходила длинный тернистый путь, прежде, чем дойти до могилы».
За время немецкой оккупации в Лиде и районе были замучены и убиты 8000 евреев. В поимённом списке ЧГК смогла установить имена только 342 евреев Лиды.
В 1967 году на могилах 5670 расстрелянных 8 мая 1942 года евреев стараниями родственников были установлены обелиск и мемориальная плита.
В 1990 году жертвам Катастрофы установили мемориальную плиту.
На юго-западной окраине Лиды, в лесу около деревни Островля, в двух братских могилах захоронено более 6000 евреев. В 1992 году по инициативе еврейского Мемориального общества под руководством Тамары Моисеевны Бородач на средства, пожертвованные еврейской общиной и евреями — бывшими жителями Лиды, был сооружен памятник-мемориал. На двух гранитных тумбах на русском языке и на иврите написано: «1942 — 1992. В этой братской могиле похоронены замученные немецко-фашистскими захватчиками 6 700 жителей Лиды».
Могила 8 представителей еврейской интеллигенции Лиды, расстрелянных 2 мая 1942 года после жестоких пыток во дворе тюрьмы и перезахороненных жителями города, находится на кладбище возле Ивье, у деревни Стоневичи, в урочище Хованщина.
Ежегодно 8 мая в Лиде проводятся траурные мероприятия в память об убитых евреях Лидского гетто.
Опубликованы неполные списки убитых евреев Лиды.